# Ильичёвский судоремонтный завод
 Ильичевский судоремонтный завод — крупнейшее судоремонтное предприятие Украины. Расположен в г. Черноморске, Одесской области.

## История
Завод был основан в 1951 году в удобной гавани Сухого лимана. Предприятие имеет благоприятное расположение — вблизи Ильичевского морского порта и в 20 км от Одессы. Кроме того, суда, заходящие в Ильичевск в зимнее время, дополнительно выигрывают от мягкого климата в этом регионе.
После провозглашения независимости Украины, стал крупнейшим судоремонтным заводом Украины на Чёрном море.
В 2008 году на территории завода открылся зерновой терминал, чьи мощности позволяют грузить суда размера Панамакс, способные перевозить более 50 тысяч тонн груза
За 2009 г. отремонтировано около 70 судов.
В мае 2011 года вследствие неправильных действий в течение вахты по выравниванию дока и управления им в аварийной ситуации в акватории Сухого лимана на территории ООО «Ильичевский судоремонтный завод» затонул плавучий док Ильичевского порта и судно «Волгонефть-263», которое находилось на ремонте.
Весной 2012 года Фонд государственного имущества Украины внёс в список объектов, подлежащих подготовке к продаже, целостный имущественный комплекс государственного предприятия «Ильёчевский судоремонтный завод»
В сентябре 2013 года Фонд государственного имущества Украины принял решение о продаже завода.
По состоянию на 15 февраля 2014 года, завод осуществлял ремонт восьми кораблей иностранных компаний

## Современное состояние
Ремонт судов всех типов с максимальным водоизмещением до 20 000 т.
Имел самый большой на Украине плавучий док-шестидесятитысячник (4М или док № 163), который затонул в 2002 году. До сих по не поднят, и вероятность восстановления равна нулю. Всего 3 плавучих дока (док №-1, 152 и 154). Док № 154 также тонул в 2011 году. При этом стоявший в доке танкер типа "Волгонефть", переломившись, затонул.
География ремонтируемого флота: это суда государств СНГ, Греции, Италии, Турции и других стран. Меньше всего украинских судов.
Помимо главной специализации завод производит и «непрофильную» продукцию: цистерны, контейнеры, … . В своё время предприятие производило до 7 тысяч контейнеров в год.
Собственные плавсредства: 4 буксира и 2 плавучих крана (5 и 100 тонн).
Завод имеет две собственные артезианские скважины, что позволило ему полностью отказаться от водопотребления из городских сетей и снизить затраты.
С 2007 г. открыт пункт пропуска через государственную границу для международного морского грузового соединения (перевалка грузов и заход для ремонта невоенных судов).
Руководитель завода М. З. Рафаевич (c 2002 г.)